# Preseka Petrovska
Preseka Petrovska is een plaats in de gemeente Petrovsko in de Kroatische provincie Krapina-Zagorje. De plaats telt 286 inwoners (2001).